# Kampfbeladung
Die Kampfbeladung umfasst die gesamte Munition, die im Gefechtseinsatz in oder direkt bei einem Gefechtsfahrzeug mitgeführt wird.
Die Kampfbeladung wurde bei der NVA als Kampfsatz bezeichnet.